# Arseniev (ville)
Pour les articles homonymes, voir Arseniev.
Arseniev (en russe : Арсеньев) est une ville du kraï du Primorié, dans l'Extrême-Orient russe. Sa population s'élevait à 51 180 habitants en 2022.

## Géographie
Arseniev se trouve à 155 km au nord-est de Vladivostok et à 6 410 km à l'est de Moscou, sur la rive droite de l'Arsenievka.
Arseniev est soumise à un climat continental plus rude que celui des zones côtières du kraï du Primorié. La température moyenne en janvier est −20 °C, en juillet +20 °C. Le minimum absolu de température enregistré est −46 °C, le maximum a été +39 °C. Les précipitations annuelles sont de 701 mm, le taux d'humidité annuel est 71 %. Le sol gèle jusqu'à deux mètres de profondeur.
Arseniev bénéficie d'une situation géographique plutôt favorable. La ville est verte en été et très enneigée en hiver, ce qui crée d'excellentes conditions pour skier autour de la ville. La taïga qui entoure la ville est pratiquement intacte et sa situation écologique beaucoup plus favorable que celle de la plupart des villes de la région en raison de l'absence d'industries polluantes à Arseniev.

## Histoire
L'histoire d'Arseniev commence en 1895, avec la fondation du village de Semionovka. Les premiers habitants sont de vieux-croyants. En 1901 des paysans migrent depuis l'oblast de Poltava, en Ukraine. En 1937, la localité est reliée au chemin de fer d'Extrême-Orient.
En 1940, la première usine d'aviation de l'Extrême-Orient russe est construite à Semionovka ; elle prend ultérieurement le nom d'Usine d'aviation d'Arseniev « Progress ». En 1952, Semionovka accède au statut de ville. Elle est renommée Arseniev, en l'honneur de Vladimir Arseniev, un explorateur de l'Extrême-Orient, scientifique, voyageur et écrivain, qui s'était rendu à Semionovka en 1912.

## Politique et administration

### Statut
La ville a le statut de ville d'importance régionale et d'okroug urbain dans le kraï du Primorié.

### Tendances politiques
| Scrutin             | 1er tour | 1er tour | 1er tour | 1er tour | 1er tour | 1er tour | 1er tour | 1er tour | 1er tour | 1er tour | 1er tour | 1er tour | 2d tour                  | 2d tour                  | 2d tour                  | 2d tour                  | 2d tour                  | 2d tour                  | 2d tour                  | 2d tour                  | 2d tour                  | 2d tour                  | 2d tour                  | 2d tour                  |
| Scrutin             | 1er      | 1er      | %        | 2e       | 2e       | %        | 3e       | 3e       | %        | 4e       | 4e       | %        | 1er                      | 1er                      | %                        | 2e                       | 2e                       | %                        | 3e                       | 3e                       | %                        | 4e                       | 4e                       | %                        |
| ------------------- | -------- | -------- | -------- | -------- | -------- | -------- | -------- | -------- | -------- | -------- | -------- | -------- | ------------------------ | ------------------------ | ------------------------ | ------------------------ | ------------------------ | ------------------------ | ------------------------ | ------------------------ | ------------------------ | ------------------------ | ------------------------ | ------------------------ |
| Présidentielle 2012 |          | ER       | 55,95    |          | KPRF     | 21,71    |          | SE       | 8,73     |          | LDPR     | 7,67     | Victoire au premier tour | Victoire au premier tour | Victoire au premier tour | Victoire au premier tour | Victoire au premier tour | Victoire au premier tour | Victoire au premier tour | Victoire au premier tour | Victoire au premier tour | Victoire au premier tour | Victoire au premier tour | Victoire au premier tour |
| Présidentielle 2018 |          | ER       | 65,05    |          | KPRF     | 22,27    |          | LDPR     | 7,33     |          | GRANI    | 1,10     | Victoire au premier tour | Victoire au premier tour | Victoire au premier tour | Victoire au premier tour | Victoire au premier tour | Victoire au premier tour | Victoire au premier tour | Victoire au premier tour | Victoire au premier tour | Victoire au premier tour | Victoire au premier tour | Victoire au premier tour |

## Population
Recensements (*) ou estimations de la population:
| 1939*  | 1959*  | 1970*  | 1979*  | 1989*  | 2002*  |
| ------ | ------ | ------ | ------ | ------ | ------ |
| 10 746 | 26 308 | 47 273 | 60 097 | 70 032 | 62 896 |

| 2010*  | 2012   | 2013   | 2014   | 2015   | 2016   |
| ------ | ------ | ------ | ------ | ------ | ------ |
| 56 750 | 55 823 | 54 987 | 54 085 | 53 543 | 53 083 |

| 2017   | 2018   | 2019   | 2020   | 2021   | 2022   |
| ------ | ------ | ------ | ------ | ------ | ------ |
| 52 767 | 52 471 | 52 251 | 52 173 | 51 723 | 51 180 |

## Économie
L'économie de la ville repose sur deux entreprises d'État du secteur de la défense :
- l'usine d'aviation Progress, mise en service en 1936, qui fabriquait des hélicoptères d'attaque Mi-24 et des missiles 3M-80 Moskit à l'époque soviétique. L'usine employait 14 000 salariés au début des années 1990, mais a connu une réduction drastique de son activité et de son personnel. Dans les premières années du XXIe siècle, la situation s'est toutefois améliorée grâce à des commandes de missiles par la Chine. En 2005, l'effectif était tombé à 3 160. En 2011, elle reçoit un contrat pour la livraison de 100 Ka-52K destiné à la marine russe livrable entre 2015 et 2020.
- le chantier naval Askold.

Elle est desservie par la route 05N-100, allant de l'A370 jusqu'à Roudnaïa Pristan.

## Patrimoine
Arseniev possède une statue de Maxime Gorki dans le jardin public de l'avenue Gorki. Sur la colline Ouvalnaïa se trouve le monument dédié à Vladimir Arseniev, qui a donné son nom à la ville, et à son ami Dersou Ouzala ; il fut construit en 1972 grâce aux dons des habitants de la ville.
Dans les environs d'Arseniev des sites archéologiques et naturels permettent aux visiteurs de découvrir la culture des anciennes tribus qui peuplaient la région ainsi que des plantes et des animaux endémiques.
Le musée d'histoire d'Arseniev, ouvert en 1969, expose des collections archéologiques et ethnographiques ainsi qu'une collection de papillons trouvés dans le centre de la région du Primorie.

## Religion
La majorité des habitants d'Arseniev sont orthodoxes. Il existe également une petite paroisse catholique consacrée à l'Annonciation.